# (8502) Bauhaus
(8502) Bauhaus est un astéroïde de la ceinture principale.

## Description
(8502) Bauhaus est un astéroïde de la ceinture principale. Il fut découvert le 14 octobre 1990 à Tautenburg par Freimut Börngen et Lutz Dieter Schmadel. Il présente une orbite caractérisée par un demi-grand axe de 2,99 UA, une excentricité de 0,11 et une inclinaison de 9,5° par rapport à l'écliptique.

## Compléments